# Д’Альтон, Александр
Александр д’Альтон (фр. Alexandre d'Alton; 20 апреля 1776 — 20 марта 1859) — французский военный деятель, генерал-лейтенант (1815), граф (1821), барон (1810), участник революционных и наполеоновских войн.
Имя генерала выбито на Триумфальной арке в Париже.

## Биография

Герб графа А. д’Альтона

Англо-ирландского происхождения. Родился в семье богатого промышленника, бывшего капитана Ирландского полка на французской службе. Вдохновлённый идеалами революции, в 15-летнем возрасте в 1791 году добровольцем вступил в армию. Участвуя в революционных войнах, благодаря отваге и смелым поступкам, быстро сделал военную карьеру.
В том же 1791 г. получил звание второго лейтенанта 88-го пехотного полка, позже — лейтенанта.
Сражался в рядах Рейнской армии на рейнском плацдарме. С апреля 1795 служил адъютантом генерала Габриэля Д’Эдувиля.
В конце 1796 года будучи одним из первых добровольцев, под командованием генерала Луи Лазара Гоша принял участие в военной экспедиции в Ирландию в поддержку Вольфа Тона и руководимого им Общества объединённых ирландцев в их стремлении к независимости от англичан. Ирландская экспедиция закончилась неудачей.
Участник Итальянской кампании (1796—1797). В 1797 года в составе Самбро-Маасской армией, успешно форсировал Рейн. 18 апреля 1797 года участвовал в победном сражении у Нойвида против австрийцев.
В октябре 1797 года стал шефом батальона, в марте 1799 года назначен адъютантом генерала К. Карра-Сен-Сира. С 1799 по 1800 год в чине капитана сражался в рядах Итальянской Армии.
С апреля 1800 года — адъютант генерала Бертье, принимал участие в переходе через Сен-Бернард и в битве при Маренго.
19 сентября 1801 года — шеф эскадрона 10-го драгунского полка, 7 октября 1801 года — адъютант генерала Леклерка в составе экспедиционного корпуса, участвовал в подавлении Гаитянской революции в французскоц колонии Санто-Доминго на острове Гаити.
7 октября 1802 года по представлению генерала Леклерка произведён в шефы бригады (утверждён в чине 7 октября 1801 года). 30 мая 1803 года возвратился во Францию и был награждён чином штабного полковника (adjudant-commandant), после чего определён в распоряжение военного министра.
С февраля 1804 года служил в штабе наполеоновской Армии Океана.
В августе 1805 года переведён в штаб Великой Армии.
С конца декабря 1805 года служил командиром 59-го линейного полка.
21 марта 1809 года — бригадный генерал, участвовал в Австрийской кампании, с 10 августа 1809 года командовал 2-й бригадой 1-й пехотной дивизии III-го корпуса. 1 ноября 1811 года назначен командиром 1-й бригады 1-й пехотной дивизии генералa Моранa I-го армейского корпуса маршала Даву.
Участник Русского похода 1812 года. В сражении под Смоленском, получил тяжёлое ранение, после чего возвратился во Францию для излечения. Наполеон, в ходе этой кампании, неоднократно хвалил его за храбрость.
С 10 июля 1813 года — комендант цитадели Эрфурта, с 25 октября по 16 апреля 1814 года командовал обороной этой крепости от союзников, а затем по условиям почётной капитуляции возвратился во Францию.
Во время «100 дней» А. Д’Альтон присоединился к Императору, с 6 апреля 1815 года командовал бригадой 11-й пехотной дивизии III-го корпуса. 15 апреля произведён в дивизионные генералы (Генерал-лейтенант) и с 23 апреля стал командиром 25-й пехотной дивизии Варской Армии.
В июне 1815 года исполнял обязанности губернатора Тулона. После второй Реставрации его производство в дивизионные генералы было аннулировано королевским ордонансом от 1 августа 1815 года, впоследствии занимал должность члена Комитета пехоты и кавалерии.
С 1841 года — в резерве Генерального штаба.

## Семья
- Сын Альфред, бригадный генерал.
- Дочь Эми, жена писателя Поля-Эдма де Мюссе.

## Награды
- Офицер ордена Почётного легиона (4 февраля 1804),
- Кавалер Ордена Святого Людовика (8 июля 1814),
- кавалер-командор Ордена Святого Людовика (26 октября 1826),
- Великий офицер ордена Почётного легиона (29 апреля 1833 года),
- Медаль святой Елены
- барон Империи (1810),
- граф (1821),
- Имя генерала выбито на Триумфальной арке площади Звезды